# أرتين مادويان
أرتين مادويان (المولود في 10 أبريل 1904 في أضنة) سياسي شيوعي لبناني أرمني. كان أبرز زعيم أرمني في الحزب الشيوعي اللبناني. كان ينظر إليه على أنه «اليد اليمنى» للزعيم الشيوعي السوري خالد بكداش.

## الشباب
كان مادويان ابن صانع أحذية للاجئين من أضنة. في شبابه كان مادويان هنتشاغ ولكن أصبح في وقت لاحق شيوعي. درس في إسطنبول وكان عضوا في اتحاد الطلاب الديمقراطيين في هونتشاغ. تصادق مادويان مع بيديك توروسيان الذي أصبح فيما بعد قائدا للحزب الشيوعي الأرمني. He studied in إسطنبول and was a member of the Huntchag Social Democratic Students Union. Madoyan befriended Bedik Torossian, who later became a leader of the Armenian Communist Party.

## سبارتاك وتأسيس الحزب الشيوعي
في صيف عام 1922 انتقل مادويان إلى بيروت حيث لجأت أسرته إليها. في عام 1922 أنشأ اتحاد الطلاب الديمقراطيين في هونتشاغ فرعا في بيروت مع تعيين مادويان أمينا له. في عام 1923 تم حل فرع اتحاد طلاب هانتشاغ وأسس مادويان وهيكازون بوياديان المنظمة الشيوعية الأرمنية شباب سبارتاك. حافظت المنظمة على روابط مع الحزب الشيوعي الأرمني والحزب الشيوعي الفرنسي. يتألف أعضائه من العمال والطلاب وله خمسة عشر عضوا في بيروت فضلا عن خلايا في حلب وإسكندرونة والموصل وزحلة. كان مادويان الأمين العام لسبارتاك. في عام 1925 اندمج سبارتاك مع حزب الشعب اللبناني وتشكل الحزب الشيوعي السوري اللبناني. كان مادويان واحدا من ستة أعضاء في اللجنة المركزية الأولى للحزب. في ذلك الوقت كان مادويان طالب طب في جامعة القديس يوسف.

## العمل تحت الأرض
أسس مادويان صلات مع سلطان الأطرش وتعاون في تهريب الأسلحة بين بيروت وجبل حوران خلال الثورة السورية الكبرى من 1925 إلى 1927. اعتقلت السلطات الفرنسية مادويان في عام 1926. عندما أعيد تنظيم اللجنة المركزية في عام 1928 ظل مادويان عضوا فيها. في عام 1931 قدم مادويان خالد بكداش إلى اللجنة المركزية وبعد ذلك سرعان ما أصبح بكداش أمينا عاما للحزب. بقي بكداش في موسكو من ديسمبر 1933 إلى 1937 ثم أصبح الممثل الدائم للأحزاب الشيوعية العربية في الشيوعية العالمية في عام 1934 باقتراح من مادويان. في غياب بكداش أدار مادويان الشؤون اليومية للحزب مع فرج الله الحلو ونقولا شاوي. اقترح مادويان نحو الشيوعية العالمية تشكيل اتحاد من الأحزاب الشيوعية العربية مع قيادة مشتركة ولكن هذه الفكرة لم تتم الموافقة عليها من قبل قيادة الشيوعية العالمية بسبب المخاوف الأمنية.

## انتخابات عام 1934
اعترض مادويان على مقعد الأرمن الأرثوذكس في بيروت في الانتخابات البرلمانية اللبنانية عام 1934. وقف على نفس قائمة سعد الدين مومن (عضو الحزب الشيوعي) وإبراهيم حداد. دعت حملتهم إلى تحالف العمال والفلاحين لتحقيق الاستقلال الوطني والإصلاح الزراعي والحريات الديمقراطية وحقوق العمل. حصل مادويان على 565 صوتا في الجولة الأولى منهم 264 صوتا من حي المدور. في الجولة الثانية حصل على 180 صوتا.

## زعيم الحزب المؤقت
تحت قيادة مادويان قام الحزب بدور في الحركة العمالية الوليدة فضلا عن كونه فاعلا هاما في الإضراب الستيني. في فبراير 1938 تأسست الصحيفة الشيوعية الأرمنية الأسبوعية جوغوفورتي تساين (صوت الشعب) بتعيين مادويان محرر لها.

## انتخابات 1943
في يونيو 1943 قدم الحزب الشيوعي مادويان مرشحا للمقعد الأرمني الأرثوذكسي في بيروت في الانتخابات البرلمانية عام 1943. ومع ذلك في 27 أغسطس 1943 تم سحب ترشيح مادويان.

## الأمانة المشتركة
تم تقسيم الحزب الشيوعي السوري اللبناني إلى أحزاب لبنانية وسورية منفصلة في عام 1944 (وإن كان لا يزال في اتحاد من نوع ما). ومع ذلك في أغسطس 1950 تم عكس قرار تقسيم الأحزاب مع تشكيل أمانة مشتركة لكل من سوريا ولبنان. تألفت الأمانة من بكداش ومادويان وحسن قريطم.

## انتخابات عام 1951
قبل الانتخابات البرلمانية عام 1951 تم تقديم مادويان مرة أخرى كمرشح لمقعد الأرمن الأرثوذكس في بيروت. حصل على 2765 صوتا (12.6٪ من الأصوات المدلى بها في بيروت).

## انتخابات عام 1953
في الانتخابات البرلمانية لعام 1953 اختار تكتل مجموعة رامغافار-هونتشاغ المستقلة عدم إدخال أي مرشح خاص بها إلى مقعد الأرمن الأرثوذكس في منطقة برج حمود الانتخابية. سعى الحزب الشيوعي للاستفادة من هذا الوضع عن طريق إدخال مادويان هناك. في مذكراته ذكر مادويان في وقت لاحق أن الحزب الشيوعي قد اقترح ترشيحه ضد إرادته. قبل يوم واحد من الانتخابات اعتقلت الشرطة 25 من ناشطي مادويان في برج حمود. سجل مادويان احتجاجا على وزارة العدل ضد الاعتقالات. حصل مادويان المنافس الوحيد ضد ديكران توسباث على 709 أصوات (15.11٪).
في عام 1954 وقع مادويان مع قريطم والحلو والشاوي بيانا للحزب. بما أن الحزب قد حظر في ذلك الوقت فقد اتهمت الحكومة اللبنانية مادويان والموقعين الآخرين بموجب الأحكام العرفية. حكم عليهم غيابيا بالسجن لمدة شهر.

## مؤتمر الحزب السوفياتي 20
في عام 1956 حضر مادويان المؤتمر العشرين للحزب الشيوعي للاتحاد السوفياتي جنبا إلى جنب مع بكداش والشاوي ويوسف فيصل.

## الحكم بالسجن في 1963
في عام 1963 حكم على مادويان بالسجن سنة واحدة لأنه دافع عن الحزب الشيوعي.

## الحرب الأهلية
خلال الحرب الأهلية اللبنانية مثل مادويان الحزب الشيوعي اللبناني في اجتماعات الأحزاب السياسية الأرمنية جنبا إلى جنب مع باروير يريتسيان وغارنيك أداريان.

## السيرة الذاتية
كانت السيرة الذاتية لمدويان هي حياة على الحواجز: ذكريات وشهادات نشرت باللغة العربية في عام 1986 والأرمنية في عام 1988.